# Франко, Педро Даниэль
Педро Даниэль Франко (исп. Pedro Daniel Franco; родился 22 мая 1966, Корриентес, Аргентина) — аргентинский боксёр-профессионал, выступающий в супертяжёлой весовой категории.
Боксировал с Николаем Валуевым.